# Štěrboholy
Štěrboholy – część Pragi. W 2006 roku zamieszkiwało ją 1 423 mieszkańców.